# Косанов, Амиржан Сагидрахманович
Амиржа́н Сагидрахма́нович Коса́нов (каз. Қосанов Әміржан Сағидрахманұлы; род. 13 мая 1964, Сапак, Кзыл-Ординская область) — казахстанский политик и общественный деятель, Двуязычный журналист и оратор (на казахском и русском языках). Происходит из рода кете алимулы.

## Биография
Родился в казахской семье. Происходит из рода кете. С 1981 года работал слесарем 2-го разряда строительно-монтажного поезда № 716 железнодорожной станции Новоказалинск (Кызылординская область). В 1983—1985 годы служил в Советской армии (рядовой в/ч № 33888, Москва); в 1984 году вступил в КПСС и состоял в ней до её самороспуска в 1991 году.
С 1989 года, по окончании факультета журналистики Казахского государственного университета им. С. М. Кирова, работал корреспондентом отдела партийной жизни республиканской газеты «Социалистік Қазақстан». С 1990 года — на комсомольской работе: первый секретарь Фрунзенского райкома ЛКСМ Казахстана, затем — заведующий отделом политики ЦК ЛКСМ Казахстана.
С 1991 года работал в Государственном комитете Республики Казахстан по делам молодёжи: начальник отдела печати и массовой информации, с 1993 года — заместитель председателя комитета. С 1994 года — заместитель министра по делам молодёжи, туризма и спорта Республики Казахстан; входил в состав Комиссии при Президенте Республики Казахстан по вопросам помилования.
С 14 октября 1994 по октябрь 1997 года — пресс-секретарь премьер-министра Республики Казахстан А. М. Кажегельдина, одновременно — руководитель пресс-службы Правительства Республики Казахстан.
С 1998 года — пресс-секретарь Союза промышленников и предпринимателей Казахстана, а также соучредитель и президент Центра социально-экономических и общественно-политических инициатив «Реформа». В том же году избран заместителем председателя созданной А. М. Кажегельдиным Республиканской народной партии Казахстана; с 2000 года — председатель исполкома партии, а также сопредседатель Форума демократических сил Казахстана.
В результате, против него неоднократно организовывались различные провокации и акции устрашения. Бетонировали двери его квартиры, присылали на дом похоронный венок. Оплачивали его похороны.
В 2003 году был осужден Медеуским районным судом по уголовному делу по якобы неуплаты налогов с общественной организации на 1 год лишения свободы условно.
Участвовал в объединении оппозиционных сил в рамках проекта «За справедливый Казахстан». С 2005 года — первый заместитель председателя Общенациональной социал-демократической партии Казахстана (ОСДП). В марте 2006 года за организацию несанкционированного митинга в поддержку жертв политических репрессий Алматинским межрайонным судом осуждён на 15 суток.
24 октября 2009 г. на объединительном съезде партии ОСДП (лидер Жармахан Туякбай, бывший Генеральный прокурор Казахстана) и партии «Азат» (лидер Болат Абилов, бизнесмен) был избран на пост Генерального секретаря ОСДП «Азат», что потеряло юридическую силу после того, как Министерство юстиции РК в течение нескольких лет отказывается регистрировать объединение обеих партий. 20 марта 2013 года X съездом партии, на который он не был допущен , заочно смещён с поста Генерального секретаря.
После фактического внутреннего раскола между бывшими союзниками в партии ОСДП «Азат», не был допущен на съезд партии ОСДП и заочно смещен с поста первого заместителя председателя партии.
В феврале и марте 2012 года был осужден дважды на 15 суток за организацию митинга в поддержку жертв Жанаозенской трагедии. Объявлял голодовку протеста на втором сроке.
Ещё весной 2019 года, был выдвинут и зарегистрирован на внеочередные президентские выборы после отставки первого президента страны Назарбаева. На выборах занял второе место, набрав 16,2 процента, что является рекордом среди оппозиционных кандидатов по сравнению с предыдущими президентскими выборами в стране.
Считает себя националистом.

## Семья
Отец — Сагидрахман Агыбетович Косанов, почётный железнодорожник Казахстана; мать — Аккыз Нагашыбаевна Косанова, мать-героиня; работала связистом на железной дороге.
Жена — Роза Муратовна Косанова.
Дочери — Индира, Томирис; сын — Галымжан.

## Награды и признание
- премия Союза молодёжи Казахстана (1994)[1]
- победитель премии «Люди года-2013» в номинации «Политический деятель года», по мнению интернет-издания «Vласть».[3]